# Вестерн Юнион (фильм)
«Вестерн Юнион» (англ. Western Union) — кинофильм режиссёра Фрица Ланга, вышедший на экраны в 1941 году. Экранизация одноимённого романа Зейна Грея.

## Сюжет
Действие происходит в 1861 году на Великих равнинах. Преступник Вэнс Шоу, скрывающийся от преследования, встречает в прериях получившего серьёзную травму инженера Эдварда Крейтона и помогает тому добраться до жилья. Некоторое время спустя Шоу устраивается в компанию Western Union, прокладывающую в этих местах трансконтинентальный телеграф, и становится подчинённым Крейтона. Шоу знакомится с сестрой Крейтона и начинает ухаживать за ней, но у него появляется сильный конкурент в лице Ричарда Блейка, сына миллионера с Востока. Тяжёлый труд по прокладке телеграфной линии в диких местах наталкивается на серьёзные препятствия: это и конфликты с индейцами, и похищения скота и лошадей, и действия бывшей банды Шоу, объявившейся в этих местах...

## В ролях
- Роберт Янг — Ричард Блейк
- Рэндольф Скотт — Вэнс Шоу
- Дин Джаггер — Эдвард Крейтон
- Вирджиния Гилмор — Сью Крейтон
- Джон Кэррадайн — док Мёрдок
- Слим Саммервилл — Герман, повар
- Чилл Уиллс — Гомер Кеттл
- Бартон Маклейн — Джек Слейд
- Рассел Хикс — губернатор
- Виктор Килиан — Чарли
- Майнор Уотсон — Пэт Гроган
- Джордж Чендлер — Херб
- Вождь Джон Большое Дерево — вождь Пятнистый Конь
- Вождь Грозовое Облако — индейский вождь
- Дик Рич — Порки
- Эддисон Ричардс — капитан Харлоу
- Ирвинг Бейкон — парикмахер
- Чарльз Миддлтон — наездник дилижанса